# Acanthermia librata
Acanthermia librata är en fjärilsart som beskrevs av Paul Dognin 1914. Acanthermia librata ingår i släktet Acanthermia och familjen nattflyn. Inga underarter finns listade i Catalogue of Life.